# 威蘭運河

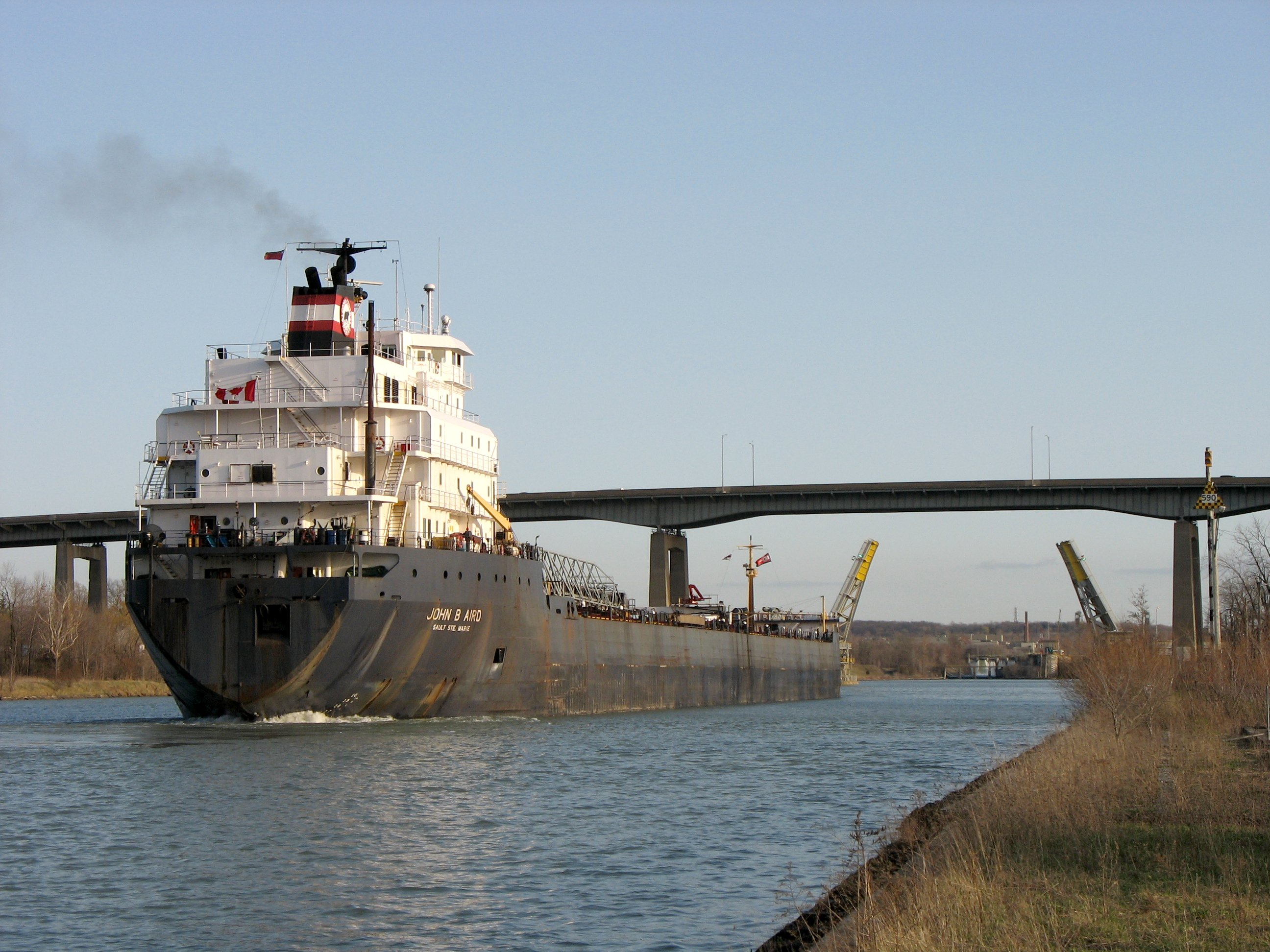
一艘貨船駛至聖嘉芙蓮斯段的威蘭運河，遠處可見荷默開啓橋和花園城市高架橋

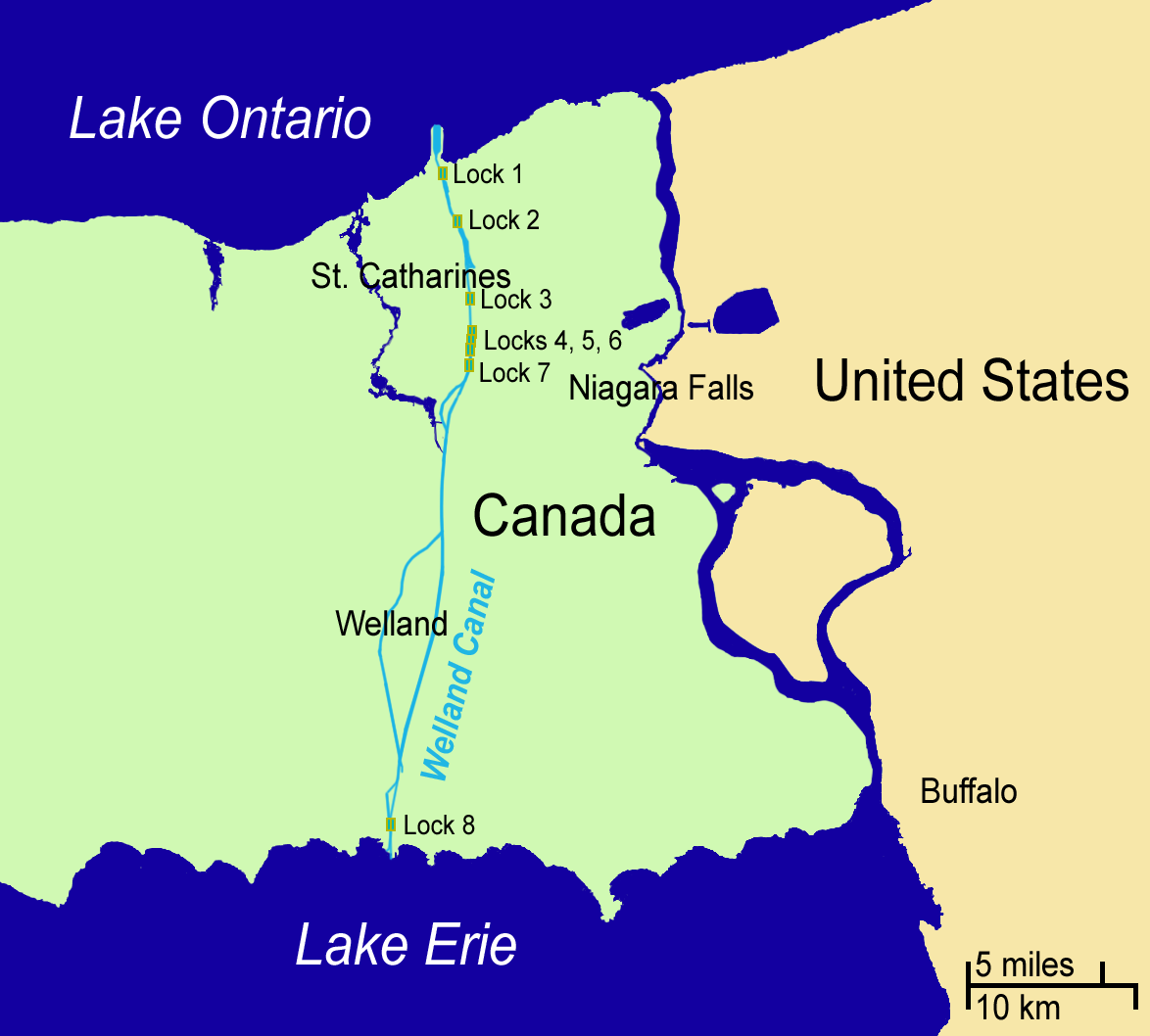
威蘭運河地圖

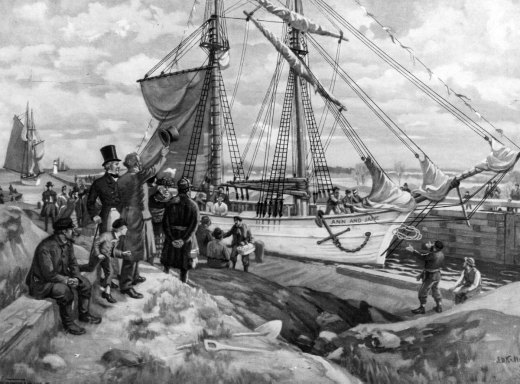
首代威蘭運河於1829年通航時的景象

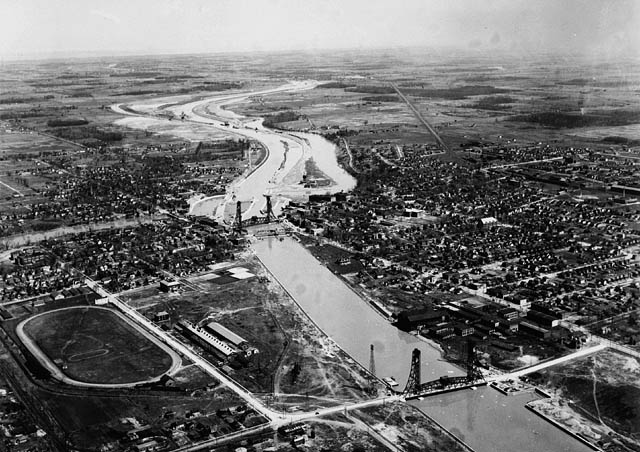
威蘭運河途經威蘭市的路段（攝於1930年）

威蘭運河（英語：Welland Canal）是加拿大安大略省一條運河，全長43.4（27.0英里），南起伊利湖畔的科爾伯恩港（Port Colborne），北至安大略湖畔聖凱瑟琳斯的威勒港（Port Weller），貫穿尼亞加拉半島並以中途與其交匯的威蘭河為名。此運河容許船隻避開尼亞加拉瀑布來往伊利湖和安大略湖，並構成聖羅倫斯海道的一部分。每年約有3000艘船隻使用威蘭運河，合共運載的年度貨物流量達4千萬公噸。運河現時由聖羅倫斯海道管理公司營運。
運河南北兩端的高度相差約99.5（326英尺），途中共有八個24.4（80英尺）濶的船閘。當中七個船閘長233.5（766英尺），各自容許船隻升降43（141英尺）至49（161英尺）；位於南端的8號船閘則長349.9（1,148英尺）。使用運河船隻的長度限制為225.5（740英尺），高度限制則為35.5（116英尺），以容許船隻在運河北端的聖凱瑟琳斯通過花園城市高架橋的底部；運河沿線其他橋隧則為開啟橋或河下隧道。船隻航行威蘭運河全線平均需時約11小時。
現有的威蘭運河為第四代運河，於1932年落成，而繞過威蘭市中心的新水道則於1973年完成。各代運河令底特律、溫莎和克里夫蘭等五大湖區沿岸工業城市出產的製成品得以經蒙特婁或魁北克城的港口對外輸出，構成五大湖區經濟的重要一環。此外，運河每年為尼亞加拉區帶來的經濟收益達2億2千2百萬元，並是區内的最大僱主之一。

## 歷史
在威蘭運河開通前，來往安大略湖和伊利湖的水路交通需途經尼亞加拉河並在尼亞加拉瀑布附近卸貨，貨物經陸路運送到瀑布另一邊後再上船。到了1820年代，上加拿大尼亞加拉地區商人威廉·咸美頓·梅里特（William Hamilton Merritt）就興建運河貫穿尼亞加拉半島的可行性進行研究。梅里特得出項目可行的結論後便成立威蘭運河公司，並於1824年11月24日動工興建第一代威蘭運河。首代運河於1829年11月29日落成，北起安大略湖畔的達爾豪西港（Port Dalhousie），沿十二咪溪（Twelve Mile Creek）南達羅便臣港（Port Robinson），在此沿威蘭河向東通往尼亞加拉河（兩河匯合之處為尼亞加拉瀑布的上游），再沿尼亞加拉河南至伊利湖。運河於1833年進行改建，當中包括興建從羅便臣港往南直達科爾伯恩港的水道。改建後運河全長43.4公里，深2.4米，共設40個木製船閘。運河工程總共耗資800萬元，發起人梅里特堪稱威蘭運河之父。
首代運河倉卒落成的木製船閘保養成本高昂，不足為運河公司收入所彌補，公司遂向上加拿大政府尋求援助，而上加拿大政府亦於1839年購入威蘭運河公司。運河後從1842年起擴建成第二代運河，當中包括將運河加深至2.7米，以及將船閘濶度從6.7米擴濶至8.1米。船閘之間距離從33.5米加長至45.7米，船閘數目亦下降至27個。運河再於1853年加深至3.1米。
到了19世紀中期，水路交通改由體積較大的蒸汽船主力行駛。一個由政府委任的委員會於1870年發表報告，指威蘭運河若維持現狀的話，便只能應付從五大湖上游地區輸出物資流量的四分之一。有見及此，運河再度擴建成第三代運河，並於1887年完成，介乎達爾豪西港和艾倫堡（Allanburg）的路段棄用十二咪溪而改用較直接的走線。第三代運河深4.3米，船閘濶13.7米，船閘之間距離為82.3米，共設26個石製船閘。
第四代威蘭運河於1913年動工，第一次世界大戰期間停工，戰後於1919年復工並於1932年完成。運河北端往東移並改以威勒港為安大略湖端的出口；威勒港一帶本來沒有天然港口，當局需修建兩條伸入安大略湖，長2.4公里的人工堤岸。第四代運河水深原為7.6米，後來加深至8.2米，現時則達9.1米。政府再於1966年5月批准在威蘭市外圍興建一條新水道，以取代長14.6（9.1英里），途經威蘭市中心的運河路段。新水道於1967年動工，1973年3月通航。

## 橋隧
橫越威蘭運河的部分橋隧如下：
- 花園城市高架橋（伊利沙伯皇后道）－聖凱瑟琳斯
- 霍魯隧道（安大略58號省道）－霍魯
- 緬街隧道（尼亞加拉區27號區道）－威蘭
- 鎮線隧道（安大略58A省道）－威蘭

## 側切面
橫軸代表威蘭運河長度，縱軸則代表海拔高度。左側代表安大略湖，右側代表伊利湖。

## 外部連結
- （英文）（法文）Seaway System－Réseau de la Voie maritime （页面存档备份，存于）－聖羅倫斯海道管理公司網站